# Rafflesia mira
Rafflesia mira este o specie de plante parazite din genul Rafflesia, familia Rafflesiaceae, ordinul Malpighiales, descrisă de Edwino S. Fernando și Ong. Conform Catalogue of Life specia Rafflesia mira nu are subspecii cunoscute.